# Гоар (женское имя)
Гоа́р (арм. Գոհար [ɡɔˈhɑɾ]) — армянское женское имя.
Значение: драгоценность, жемчуг, драгоценность, бриллиант, сверкающий, блестящий, искрящийся, сверкание.
Производные имена: Гоарине́.
Именем ткачихи Гоар назван один из мировых шедевров ковроткачества, самый ранний из сохранившихся армянских ковров Карабаха — знаменитый безворсовый ковёр «Гоар», датируемый 1700 годом. См. о нём: Ковёр «Гоар».

## Происхождение
О происхождении имени Гоар Т. А. Шумовский пишет: "Персидское слово гохар (гавхар) — «драгоценный камень, самоцвет» привело к возникновению армянского женского имени Гоар, но проникши в арабский, образовало там джавхар — «самоцвет». На бытовом уровне обращает на себя внимание персидское гавхар — «драгоценный камень», которое, перейдя в арабское джавхар с тем же значением, создало помимо нарицательных на русской и английской почве собственные имена: индийское Джавахарлал, чеченское Джохар, армянское Гоар.
Варианты написания в зависимости от страны: Говха́р (Азербайджан).

## Другие известные носители имени
- Гоар Микаэловна Гаспарян (1924—2007) — армянская певица, лауреат Сталинской премии, Народная артистка СССР, Герой Социалистического Труда (1984)
- Гоар Агабековна Енокян (род. 1942) — депутат парламента Армении
- Гоар Арутюнян (род. 1979) — победительница конкурса «мисс Армения» 1998 года.
- Гоар Левоновна Вартанян родилась 25 января 1926 года в г. Ленинакан (Гюмри) в Армении — выдающаяся разведчица-нелегал (заметка на сайте СВР России[6])